# Часки (спутник)
ЧАСКИ-1 (CHASQUI-1) — российско-перуанский студенческий космический аппарат формата CubeSat..
В переводе с языка перуанских индейцев «Chasqui» означает «гонец».
Второе название — НС-1 (наноспутник-1, первый наноспутник).
ЧАСКИ-1 стал первым искусственным спутником, над запуском которого работали специалисты из Перу. В этой стране, а также в ряде публикаций в СМИ, его нередко называют первым перуанским спутником.

## Разработка спутника
Работы по созданию спутника были начаты в 2010 году. Основные работы были произведены командой из 8 человек.
Разработка ЧАСКИ-1 с российской стороны велась в рамках программы «РадиоСкаф», по которой производятся и вводятся в эксплуатацию малые космические аппараты массой до 100 кг. Работы по созданию спутника велись на базе Юго-Западного государственного университета, Курского университета и РКК «Энергия».
С перуанской стороны над программой работали специалисты из Национального инженерного университета республики Перу.

## Описание спутника
ЧАСКИ-1 имел вес 1,5 килограмма, его габариты составляют 100х100х100 мм.
Для обеспечения электропитания на спутнике установлены 12 солнечных батарей, которые закреплены непосредственно на корпусе спутника.
Спутник оснащен двумя фотокамерами. Одна предназначена для ведения съёмки в видимом диапазоне, другая обеспечивала фотосъёмку в инфракрасном диапазоне.

## Работа на орбите
Спутник был доставлен на МКС кораблём «Прогресс М-22М», стартовавшим с космодрома Байконур. Запуск спутника с борта МКС состоялся 18 августа 2014 года во время выхода в открытый космос космонавта Олега Артемьева.
ЧАСКИ-1 проработал на околоземной орбите 6 месяцев. При этом высота его орбиты постепенно снижалась с 400 км до 120 км, после чего он сгорел в плотных слоях атмосферы.
Во время своей работы на орбите спутник осуществлял мониторинг земной поверхности в оптическом и инфракрасном диапазонах, эти данные использовались для осуществления экологического мониторинга в планетарных масштабах.
Фотографии передавались на Землю по запросу. В постоянном режиме шла передача данных телеметрических систем спутника.
Помимо этого, весь период работы на околоземной орбите спутник передавал в эфир изображения 12 детских рисунков, которые транслировались как на Землю, так и в направлении дальнего космоса.
В период работы спутника на орбите с ним могли устанавливать связь радиолюбители. Рабочая частота в любительском радиоэфире — 437,025 МГц. Позывной спутника — RS02S. Также в качестве радиопозывного могло использоваться его название латиницей — CHASQUI-1.